# Tyr
Pour les articles homonymes, voir Tyr (homonymie).
« Sour » redirige ici. Pour les autres significations, voir Sour (homonymie).
Tyr (en arabe : صور, Ṣūr) est une ville du sud du Liban. C'est le chef-lieu du district de Tyr dans le gouvernorat du Liban-Sud.

## Géographie

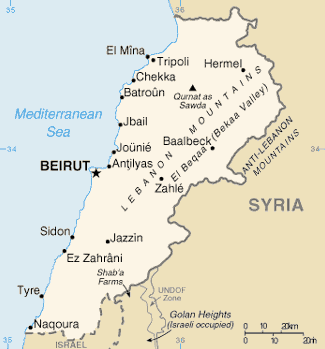
Carte du Liban. Tyr est situé au sud-ouest.

Tyr (Ṣūr en arabe) est située en Phénicie méridionale, à un peu plus de 70 km au sud de Beyrouth (l'antique Béryte) et à 35 km au sud de Sidon (Saida en arabe), presque à mi-chemin entre Sidon au nord et Acre au sud, et à quelques kilomètres au sud du Litani (le Leontes des sources classiques). La ville compte environ 42 000 habitants (« tyriens ») à 85 % musulmans chiites et 15 % chrétiens essentiellement maronites. En 2018, les juifs de Tyr ne sont plus que 29.
Dans l'Antiquité, la ville était insulaire mais des faubourgs s'étendaient sur le continent en face, sur l'autre rive du détroit de 500 à 700 m de large. La ville insulaire était fortifiée sur un rocher, d'où son nom : S‘r qui signifie en phénicien « rocher ». Elle était dotée de deux ports, le « port Sidonien » au nord qui existe encore en partie, et le « port égyptien » au sud qui a peut-être été retrouvé tout récemment.
En partant de Tyr vers le nord en direction de Sidon, on passe près de la source d'Aïn Babouk, puis près de la source thermale d'Aïn Habrian, et on atteint l'embouchure du fleuve El Qasmiyé, partie aval du Litani. À l'époque des États latins d'Orient, c'était la frontière nord entre le royaume de Tyr et celui de Sidon (1110 à 1289) quand ils se sont séparés, mais la frontière nord a dépassé ce fleuve plusieurs fois et elle s’est élargie jusqu'à Sarepta et même un peu plus parfois.
En dehors de la route menant à Sidon, une importante route côtière partait de Tyr vers le sud, appelée « Échelle de Tyr » (de l'italien scala, « escale »), menant à la colline El Rachidieh après le cap El Aïn. Certains historiens spécialistes, ont identifié cette colline à Palætyros (« ancien Tyr ») ou Ushu (en) mais cette identification n'exclut pas les autres possibilités. La route franchit le cap El Abyad, bifurque à gauche vers Oum El Amed située sur une colline à une dizaine de mètres au-dessus de la route côtière, et, vers le sud, dessert Achziv, Acre et Haïfa aux pieds du mont Carmel qui constituait la frontière sud du royaume de Tyr.

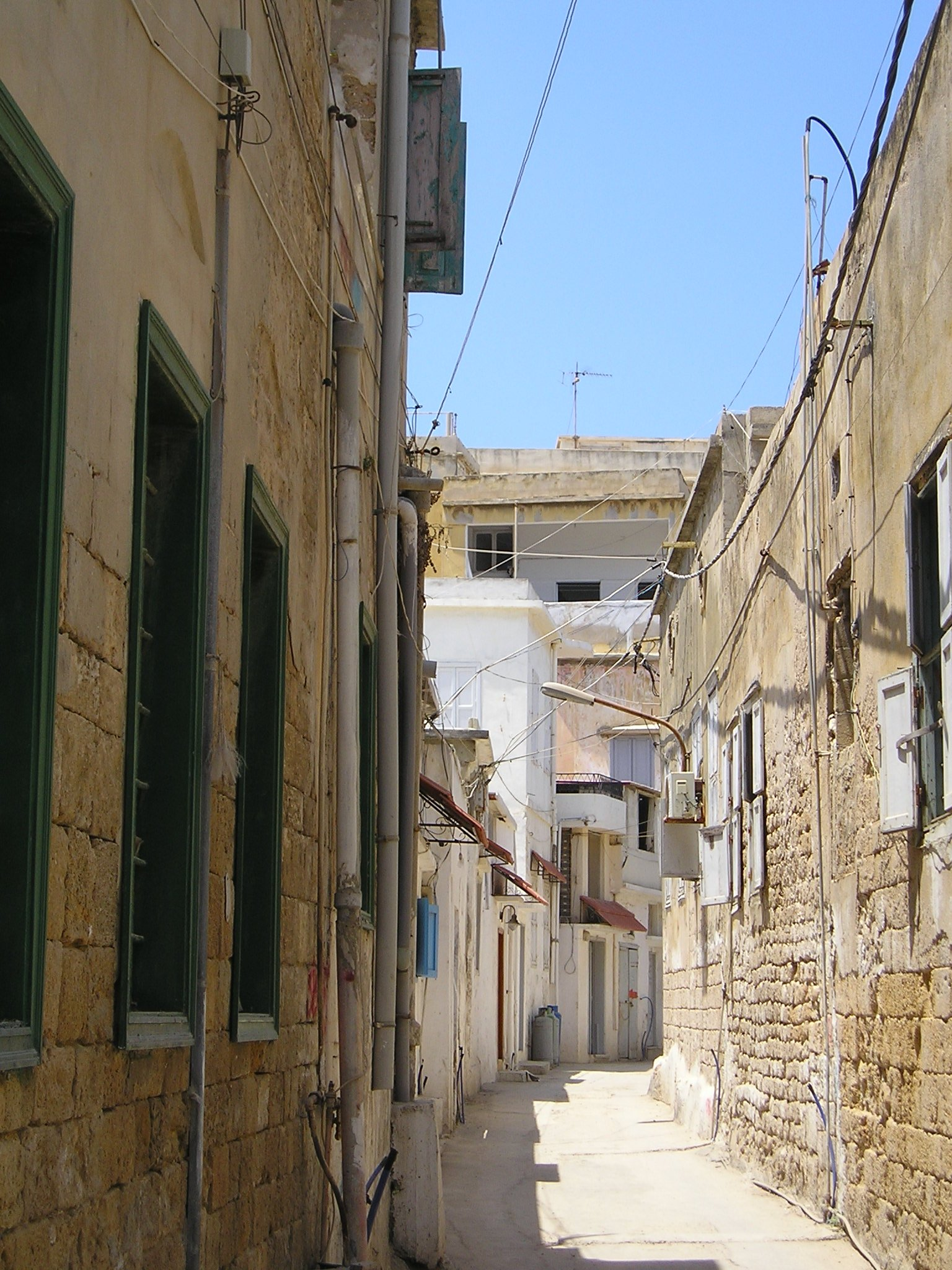
Une rue étroite typique du quartier chrétien maronite.
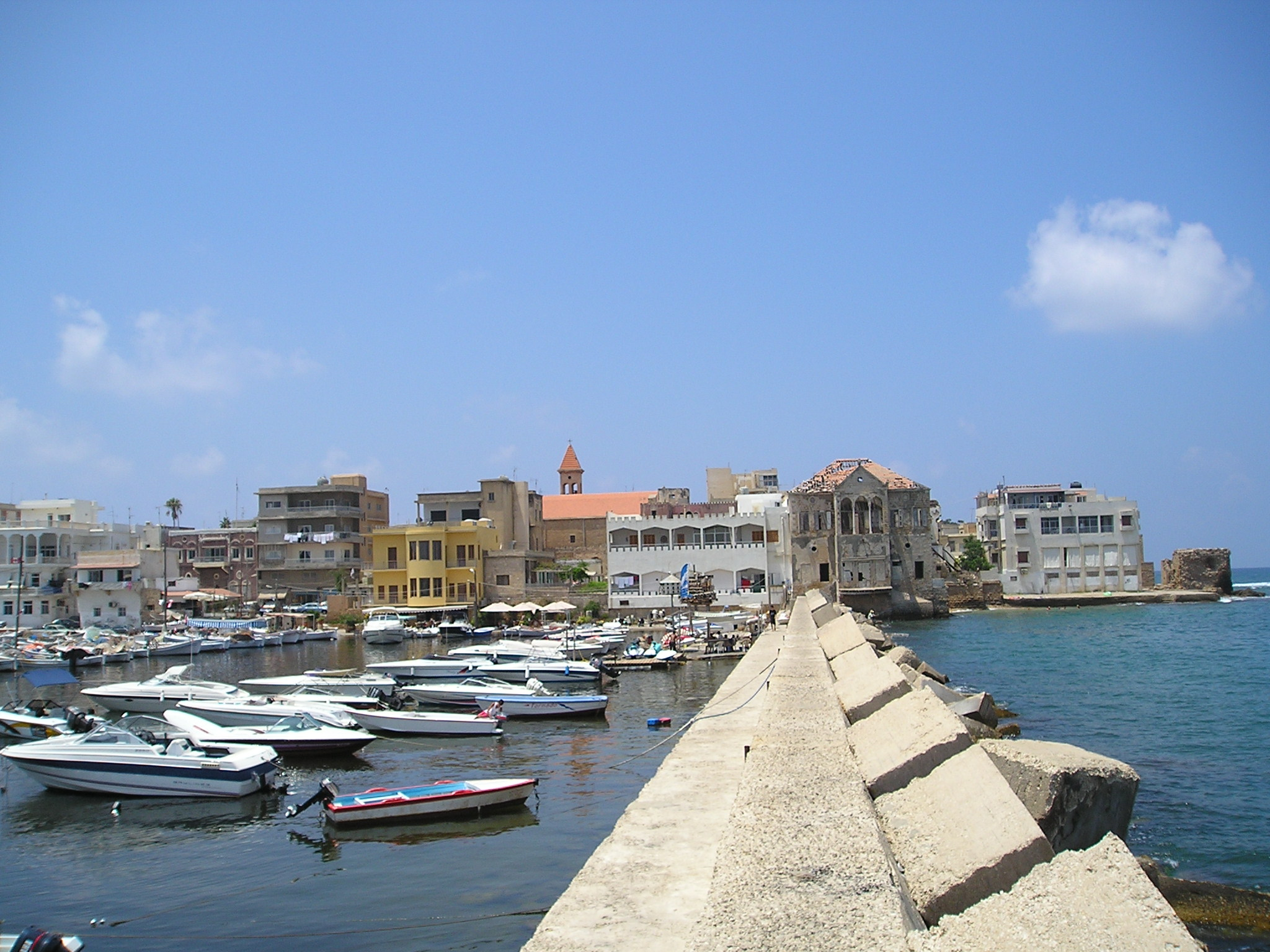
Le port.
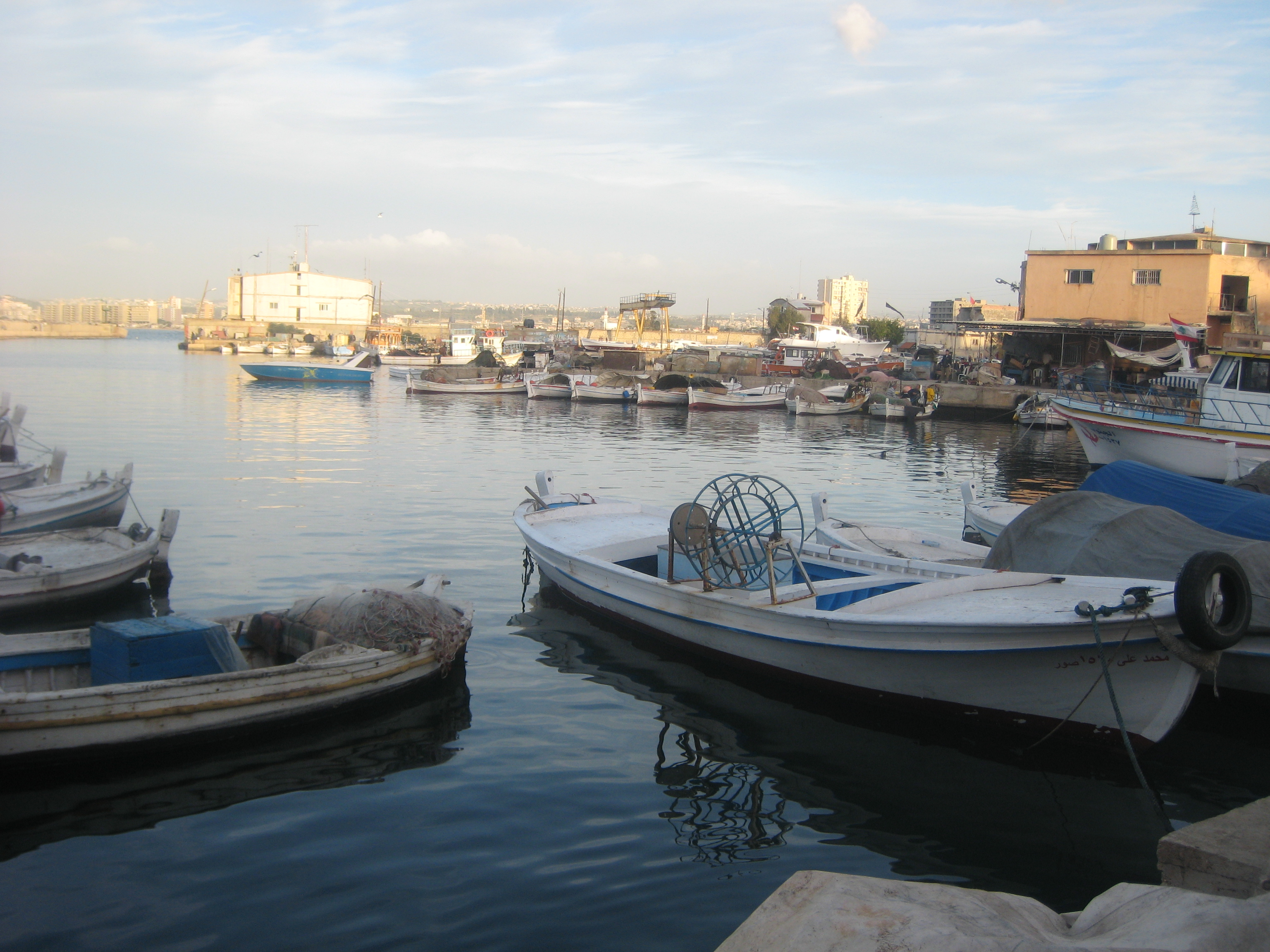
Le port de pêche.
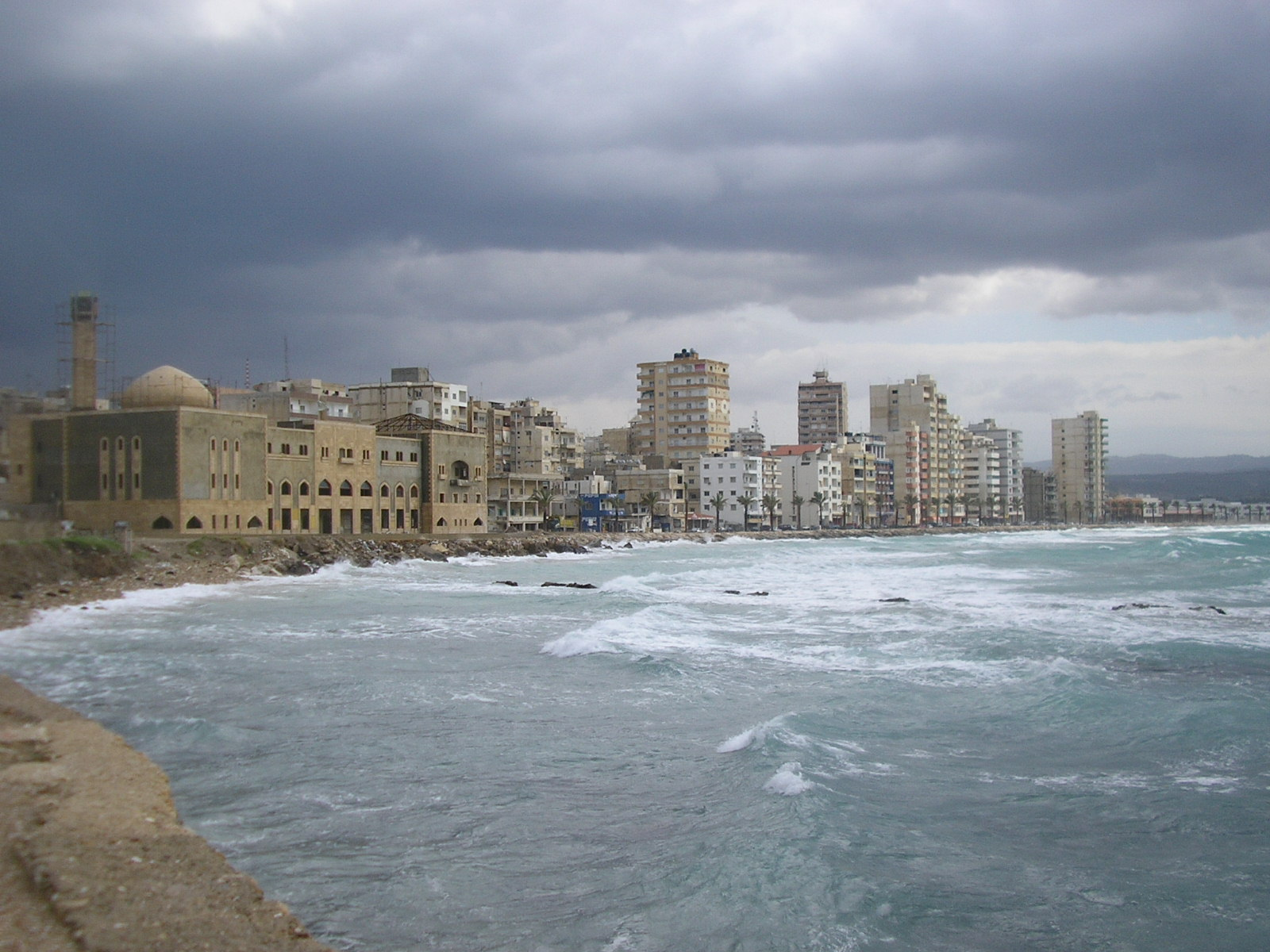
Le front de mer.

## Histoire

### Antiquité

#### Fondation et période phénicienne

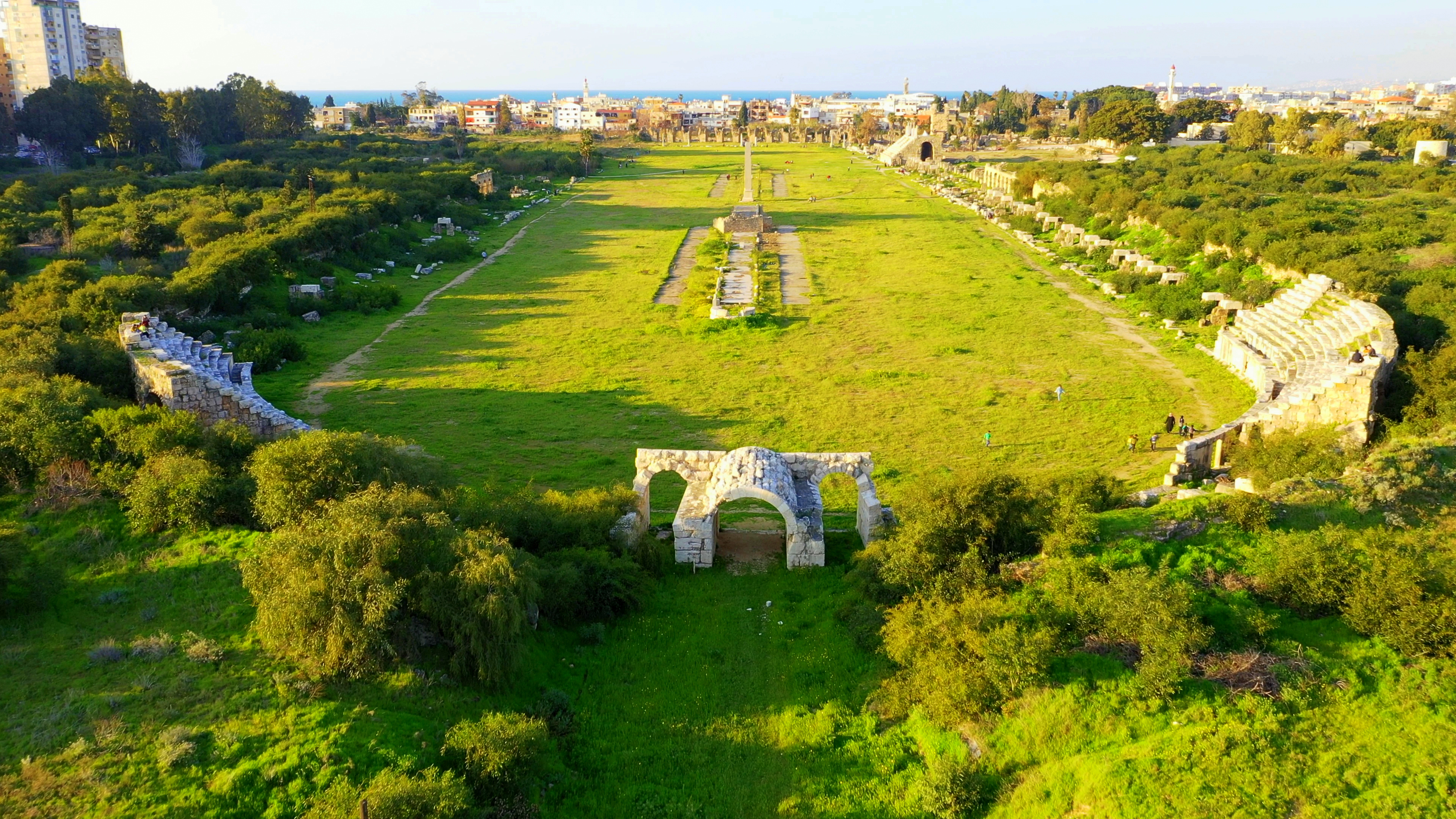
Hippodrome de Tyr.

L’histoire de Tyr se confond avec celle de Saïda principalement parce que, sur plusieurs périodes, les deux villes étaient unifiées. Hérodote, qui visite la ville en 450 av. J.-C., est informé par les prêtres du temple de Melkart que la ville avait été fondée en même temps que le temple et que Tyr était habitée depuis 2 300 ans, soit dès 2700 av. J.-C. Cette date fut attestée par l’archéologie, et surtout par le sondage effectué par Patricia Bikai dans le centre de Tyr l’insulaire, ce sondage ayant livré vingt-sept niveaux ; le premier niveau remonte au premier quart du troisième millénaire.
Du troisième à la fin du deuxième millénaire av. J.-C., Tyr joue un rôle secondaire dans l’histoire du Levant, ce qui explique son omission dans les sources mariotes et eblabites. Elle figure dans les textes égyptiens du deuxième millénaire pour sa situation stratégique méridionale ; mais elle n’était qu’un petit port d’escale entre l’Égypte et Byblos (Jbeil en arabe) en premier lieu et un port de transit entre les ports levantins et l’intérieur. Le statut de Tyr entre le règne de Thoutmôsis II et Ramsès III lui a permis de profiter de sa position pour développer son rôle comme port stratégique, son commerce et son industrie, surtout par ses relations avec les autres villes levantines.
L’histoire de Tyr vers le Xe siècle av. J.-C. reste conjecturale, mais on pense que l'union de Tyr et de Sidon eut lieu entre les Xe et IXe siècles av. J.-C.. Aux IXe et VIIIe siècles av. J.-C., Tyr participe de façon majeure à la colonisation phénicienne et fonde Carthage (la « Nouvelle Ville ») en 814 av. J.-C. (datation traditionnelle). Après la défaite de Louli (fin VIIIe siècle av. J.-C.), lors de l'invasion assyrienne, Baalu régna sur Tyr (début du VIIe siècle) et Sidon s’en sépara après le refus de coopération avec les Assyriens. Ainsi, l’arrière-pays de Tyr devint une province assyrienne. Ceci a marqué un affaiblissement politique dans les deux villes, mais l’activité commerciale et maritime a continué à évoluer jusqu’à l’arrivée d’Alexandre le Grand. Avant le VIIe siècle, le Litani était la frontière nord du royaume de Tyr, tandis qu'Acre en était la frontière sud. Cependant, la superficie du royaume diminua avec l’invasion et les Assyriens offrirent à Baalu Ma‘rub et Sarepta au nord du Litani, qui restèrent sous la domination tyrienne jusqu’au IVe siècle av. J.-C.

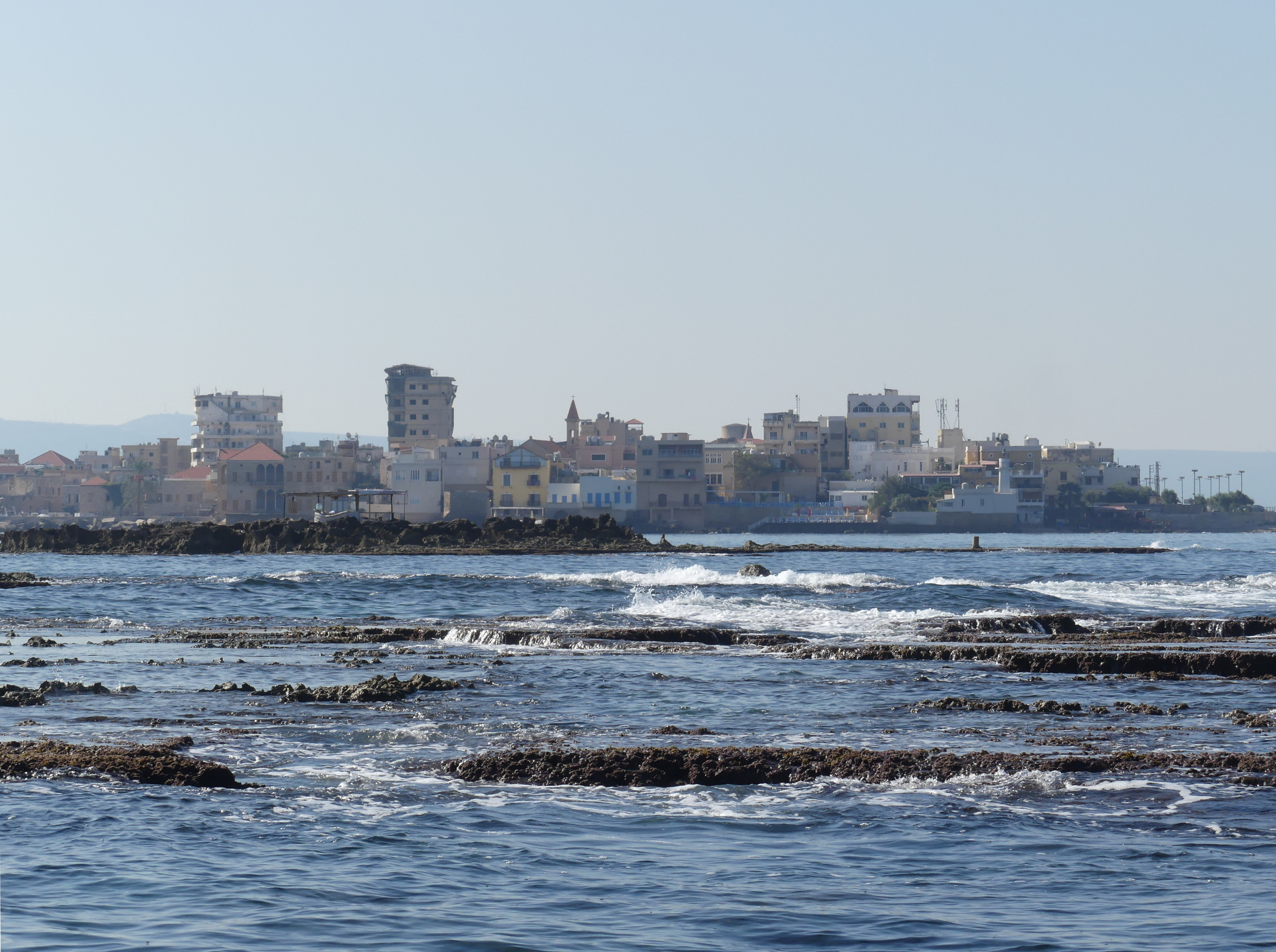
Vue de Tyr.

L'hégémonie phénicienne sur la côte s’est étendue, au sud de la Phénicie, jusqu’à Ashkelon qui est devenue une « cité des Tyriens » à l’époque perse, la présence des Phéniciens étant affirmée par l’archéologie — fouilles d’Akhziv (en), de Tell el-Fukhar (en), de Tell Keisan, de Kabri, du Mont Carmel, d'Atlit, de Tel Shiqmonah, de Dor, d'Ashkelon, de Tell el-Kheleifeh, d'Arad, d'Ashdod, Azor.
Quand Nabuchodonosor II accède au trône babylonien, après la chute de Ninive en 612 av. J.-C., il assiège Tyr pendant treize ans (585-572), mais quelques hypothèses présument qu'une sorte de compromis s'établit finalement entre les Tyriens et les Babyloniens au terme duquel Tyr conserve une certaine autonomie. Le prophète Ézéchiel, contemporain de Nabuchodonosor II, prononça une complainte contre la ville de Tyr la décrivant comme fabuleusement riche (Livre d'Ézéchiel, chapitre 27). Il prédit sa chute, qui eut lieu deux siècles plus tard, aux mains d'Alexandre le Grand.
Le professeur Wallace B. Fleming affirme que le nom Syrie est dérivé de Tyr, le nom de la plus importante cité phénicienne. « De toutes les cités phéniciennes, Tyr était la plus importante ; elle était si importante que les Grecs donnèrent son nom à toute la région, l'appelant Συρία, de צור Tsour, Tyr, et ce nom grec s'est perpétué jusqu'à nos jours avec notre mot Syrie. Hérodote parle de la Syrie comme une abréviation d'Assyrie, mais, en cela, il a été trompé par la similitude entre les mots. Elle [la cité] prit son nom Tyr (grec Τύρος, phénicien 𐤑𐤓, arabe صور, assyrien et babylonien Sur-ru, hébreu צור ou צר , égyptien Dara ou Tar, ou Taru dans les lettres de Tell El Amarna, ancien latin Sarra) de l'île, la Sour sémitique, qui signifie roc ». Ainsi Tyr aurait donné son nom à toute la zone d'influence issue de sa richesse.
Certains sites archéologiques de Mésopotamie semblent cependant attester de la migration à la même époque d'un peuple d'origine asiatique vers une région qui s'étend tout au long du massif libanais incluant Tyr qui aurait été pendant une période de plus de 680 ans la capitale de ce peuple. La majorité des historiens pensent qu'il s'agit de Turcs, d'autres prétendent qu'il s'agit de Mongols alors qu'une minorité d'historiens du XXe siècle affirment qu'il s'agit d'Arméniens.
En 539, Cyrus II prend Babylone et une nouvelle période commence. Intégrés dans l'empire perse achéménide, les Phéniciens commencent à battre monnaie (Tyr est la seconde cité après Byblos vers le milieu du Ve siècle av. J.-C., suivie peu après par les cités de Sidon et d'Arouad) et Tyr fournit des flottes aux souverains achéménides (surtout pour leurs guerres contre les Grecs).

#### Siège de Tyr

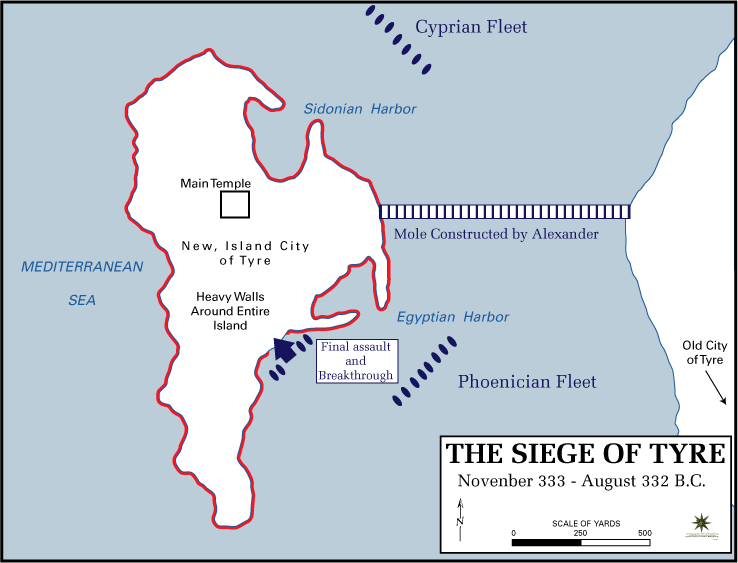
Les opérations du siège de Tyr de novembre à août -332

En 333 av. J.-C., après sa victoire contre les Perses à la bataille d'Issos, Alexandre le Grand se dirige vers la côte phénicienne, en direction de l'Égypte. Les cités commencent à se rallier volontairement et pacifiquement au nouveau conquérant. Seule Tyr résiste à Alexandre, qui l’assiège pendant sept mois, en 332, se heurtant à ses solides murailles et à sa position insulaire. À cette époque, Tyr est essentiellement bâtie sur une île que l'on appelle parfois Ancharadus, située à quatre stades (720 mètres) du continent. Alexandre parvient cependant à construire une digue jusqu'à l'île, avec les pierres et le bois de la partie continentale de la ville de Tyr — Palaetyr (la Vieille-Tyr) —, déjà sous domination macédonienne.  Des recherches géoarchéologiques contemporaines, notamment celles de Nick Marriner et Christophe Morhange, confirment que cette digue est toujours partiellement visible et constitue aujourd’hui une base de l’isthme actuel reliant l’ancien site insulaire au littoral libanais. Ainsi, depuis l’époque hellénistique, Tyr n’est plus une île mais une presqu’île façonnée par l’intervention humaine et l’évolution naturelle du littoral.

#### Période hellénistique

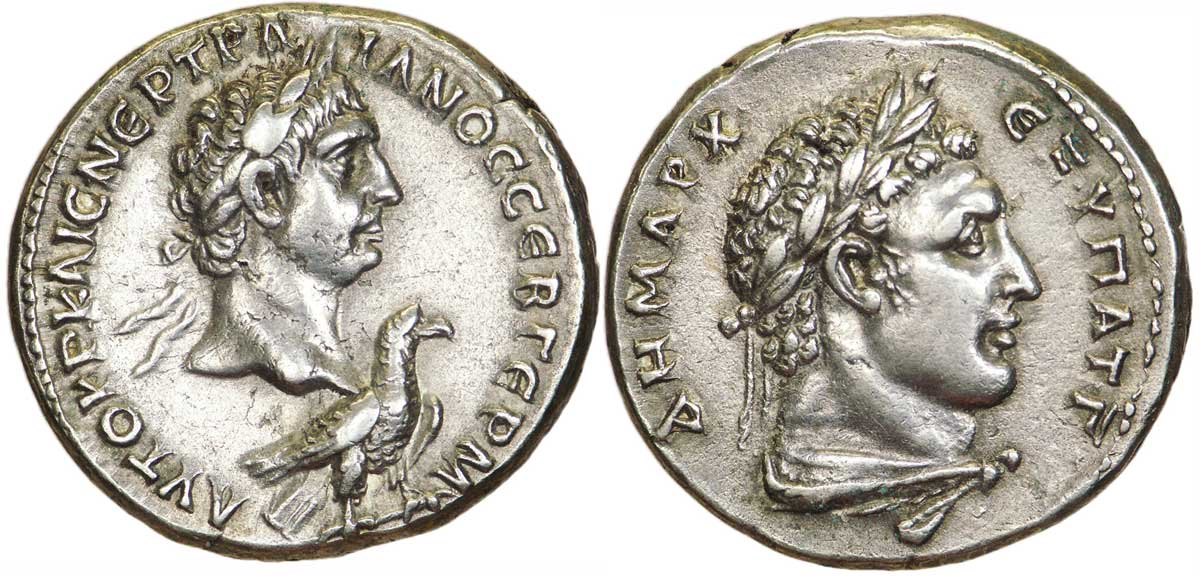
Monnaie frappée en la cité de Tyr.

Après la mort d’Alexandre le Grand (juin 323 av. J.-C.), l’Orient subit les conséquences des conflits entre ses successeurs (les Diadoques) qui se font la guerre pour partager l’empire créé par leur maître. Ptolémée Ier fonde la dynastie des Lagides en Égypte vers 305-304. Ayant adopté la politique égyptienne classique, il se tourne vers la Phénicie. Il occupe Tyr et les autres cités phéniciennes.
Séleucos Ier ayant participé aux guerres des Diadoques conquiert Babylone, fonde l’État séleucide et se nomme roi de Syrie en 305 avant de la délocaliser à Antioche. Alors une guerre éclate entre les Lagides et les Séleucides, qui ne se termine qu'avec la bataille d'Ipsos en 301. La Phénicie, devenue séleucide sous Démétrios Ier Poliorcète, devient lagide avec Ptolémée Ier en 290 av. J.-C. C'est sous le règne des Lagides que débute la première ère tyrienne (275-274 av. J.-C.).
L’affaiblissement de l’État lagide après la mort de Ptolémée IV (203-202 av. J.-C.) marque la fin de la domination lagide sur le Sud de la Phénicie, qui passe sous la tutelle des Séleucides vers l’an 200 av. J.-C.. La deuxième ère tyrienne débute avec les Lagides vers l'an 126 av. J.-C. et se termine vers l'an 69-70 apr. J.-C..

#### Période romaine

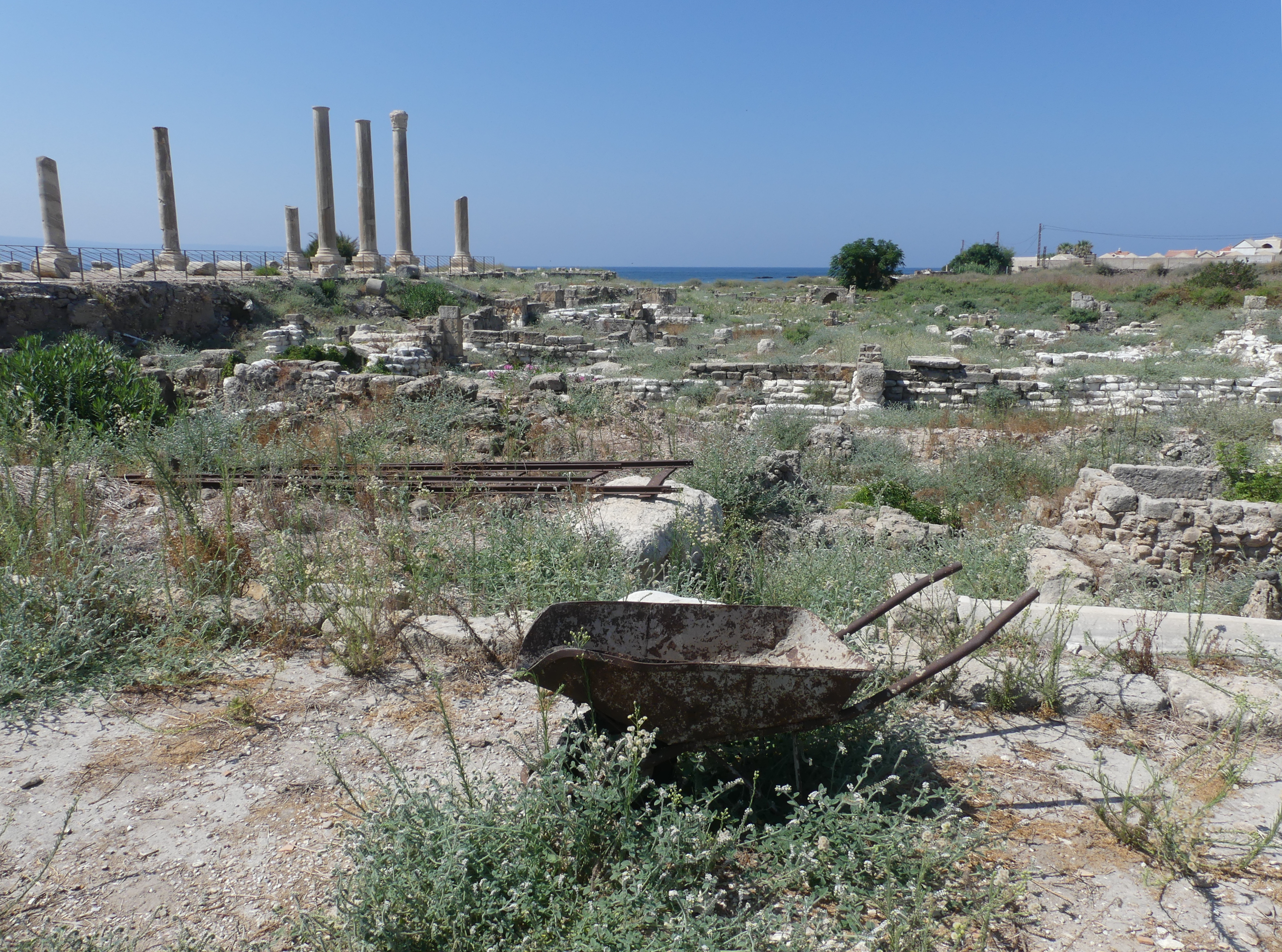
Site romain d'Al Mina à Tyr

Vers le milieu du Ier siècle av. J.-C., les guerres civiles à répétition dans l'Empire séleucide détachent Tyr de son influence. En 64 av. J.-C., les Romains réorganisent la région en créant la province de Syrie sur les ruines de l'ancienne Syrie séleucide et Tyr connaît la Pax Romana.
La cité phénicienne devient une ville de province paisible. Elle commence à regagner un peu de son influence sous les Romains (l'hippodrome de Tyr est l'un des plus grands hippodromes romains déjà construits, mais inachevé). Mais l'époque de sa gloire est bien passée.
Le Nouveau Testament y place un voyage de Jésus (Mc 7:24). Une église chrétienne y est ensuite fondée, et selon les Actes des Apôtres, saint Paul y passe sept jours en revenant de Chypre (Ac 21:3). Un évêché est attesté dès la fin du IIe siècle. Un concile s'y tient en 355. Selon saint Jérôme, le père de l'Église Origène y meurt, et est enterré dans la basilique.

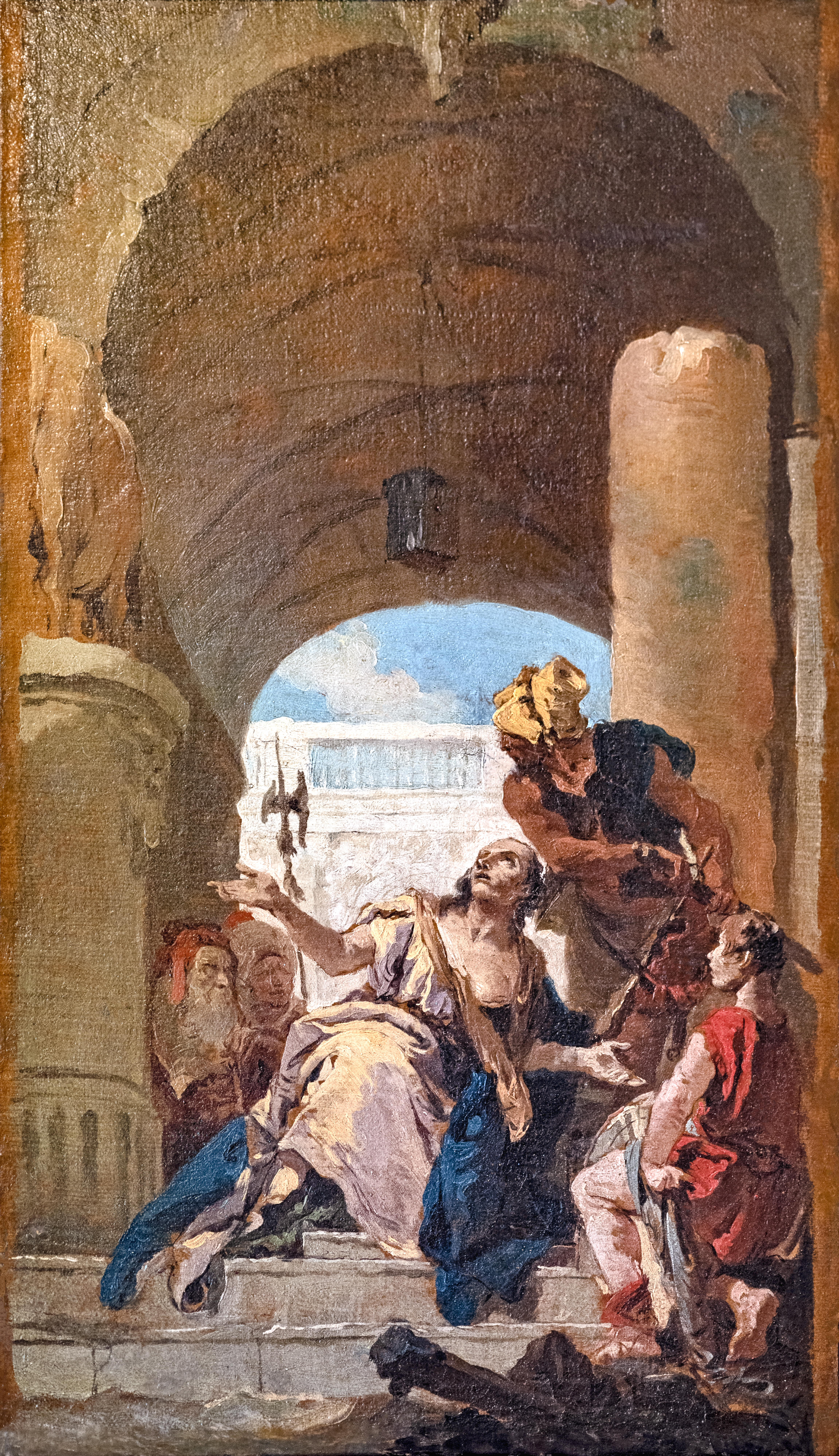
Martyre de Sainte Théodora (Théodosie de Tyr) (Giambattista Tiepolo, 1745, Ca' Rezzonico, Venise).

Théodosie de Tyr († 307 ou 308), ou Théodora, est une vierge et martyre à Césarée de Palestine fêtée le 2 avril en Occident et le 29 mai en Orient.

### Moyen Âge

#### Période islamique
En 636, Tyr tomba aux mains des Arabes lors de la campagne du Levant conduite par Mu'awiya. Les versions se contredisent sur la manière dont la ville est tombée : certains évoquent un siège naval conduit par les flottes de Tripoli et de Césarée, d'autres une ruse de l'ancien gouverneur de la province d'Alep, le patrice Youqanna, converti à l'Islam, qui fit ouvrir les portes à Yazid Ibn Abi Safian. Dans les décennies qui suivirent, les califes omeyyades puis abbassides renforcèrent les fortifications Tyr pour repousser une éventuelle offensive byzantine, et armèrent des flottes pour attaquer Chypre et razzier les côtes byzantines de la Méditerranée orientale. Le commerce maritime s'arrêta brusquement, rompant les circuits entre la Méditerranée occidentale et la Méditerranée orientale pour un temps, avant de reprendre avec l'Egypte et le reste de l'Empire.
La ville fut prise en 970 ou 971 par les Fatimides durant la conquête du littoral levantin par les troupes maghrébines du califat fatimide. Tyr devient une tête de pont fortifiée de l'Egypte fatimide contre ses adversaires du califat de Bagdad. Mais très rapidement, les bédouins de Palestine et de Syrie se révoltèrent. En 997-998, c'est un marin de Tyr ('Allâqa) qui fut à l'origine d'un soulèvement anti-fatimide dans un contexte d'appauvrissement de la cité et de sa région, selon les auteurs el Qalanisi et le chrétien Yahya Sa'id al-Antaki. Certains appelèrent même à l'aide les Byzantins qui tentèrent de prendre la ville par la mer, sans y parvenir.
Après une répression sévère du pouvoir fatimide qui reprit le contrôle, la cité de Tyr entra dans une ère de conflits presque constante avec différentes puissances turques. Elle passa ensuite temporairement sous la coupe des Turcs Seldjoukides en 1089, avant de tomber dans l'influence de l'atabeg de Damas après la 1ère croisade (1096-1099).

#### Période croisée
Elle est prise par les croisés en 1124 après un long siège qui met fin à la croisade vénitienne et provoque l'annexion de la côte levantine par le royaume latin de Jérusalem.
En 1187, Saladin entama des négociations avec Renaud Granier afin d'obtenir la reddition de Tyr mais celles-ci furent interrompues par l'arrivée de Conrad de Montferrat qui prit le commandement des défenseurs. Devant le refus de Conrad de céder la ville, Saladin lança plusieurs assauts mais sans succès. Le 2 janvier 1188, ayant subi de lourdes pertes, il décida de lever le siège. La ville servit ensuite de point de ralliement pour les croisés au moment de la troisième croisade. Elle deviendra ensuite une ville importante où seront couronnés les rois de Jérusalem au sein de sa cathédrale, lieu de repos du tombeau de l'empereur Frédéric Barberousse.
Dans la deuxième moitié du XIIIe siècle, Tyr est en proie aux rivalités entre les différentes puissances italiennes pour le contrôle de la cité. Dès 1271, Tyr est soumise à un tribut par les Mamelouks qui dominent la région sans véritable adversaire après leur victoire sur les Mongols à Aïn Djalout en 1260 et l'affaiblissement croissant des États latins, réduits à quelques cités côtières. En 1291, elle est reprise et détruite par les Mamelouks qui en prélèvent de nombreuses pierres, massacrent une partie de la population et déportent le reste en esclavage ; les sultans craignent un retour des Croisés sur le littoral et font en sorte que les cités côtières ne soient pas exploitables.

### Epoque moderne

#### Période ottomane
Seul un petit village de pêcheurs semble peupler la ville entre la fin du XIIIe siècle et le XVIIe siècle. Les ruines de la ville sont encore perceptibles des contemporains, notamment les voyageurs occidentaux, mais le port de la ville tend à s'ensabler et les tremblements de terre modifient la ligne de côte. La ville est progressivement reconstruite au XVIIe siècle et surtout au XVIIIe siècle avec l'initiative d'émirs de la montagne druze ou de gouverneurs ottomans.
Aux XVIIème et XVIIIème siècles, les conflits plus au nord (Kesrouan, Békaa) poussent les tribus chiites à émigrer vers l'actuel Sud-Liban, pressées par les migrations maronite dans ces région et décimés par les répressions des troupes druzes et ottomanes (dont le célèbre Djezzar Pacha (dit le Boucher), gouverneur de la province de Saïda, qui provoqua de nombreuses destructions dans les localités chiites du Ḡabal ʿĀmil et de Galilée à la fin du XVIIIe siècle, mettant fin à leur autonomie.
Ainsi, au XVIIIe siècle, Tyr gagne plusieurs milliers d'habitants et ses infrastructures se développent autant que ses habitations, principalement sur la partie nord et est du littoral. Plusieurs khans sont fondés et développent le commerce de cabotage, principalement fourni par les cultures céréalières, fruitières et tabatières de l'arrière-pays en direction de l'Egypte et de Beyrouth. Les caravanes reprennent également depuis l'Egypte et le Yémen en direction de Damas. Cette expansion urbaine et cet essor économique lui permet de redevenir un pôle local dans la région, et elle obtient le statut administratif de kaza ottoman, administrant un petit territoire dans la province de Beyrouth dans la seconde moitié du XIXe siècle. Mais elle reste sous l'influence d'autres grandes villes de l'actuel Sud-Liban (Saïda, Nabatieh).

### Epoque contemporaine

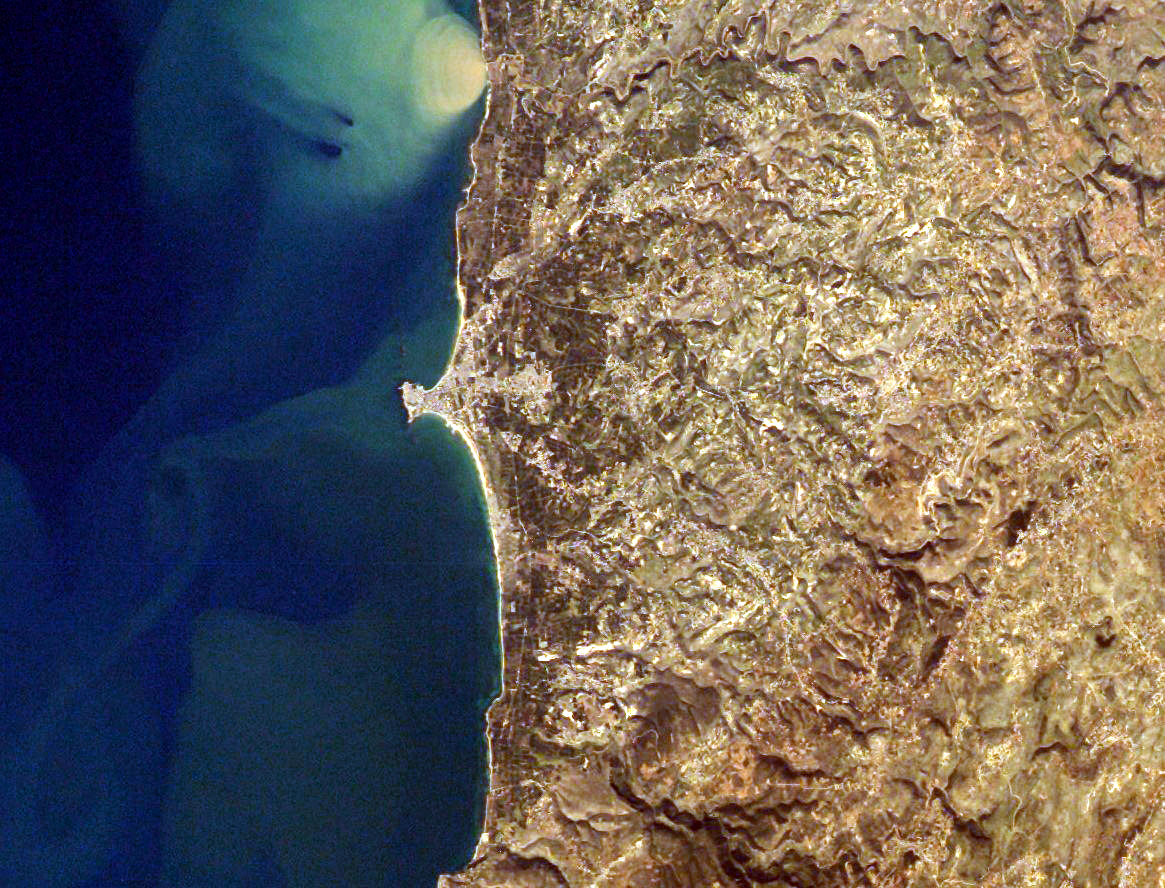
La ville de Tyr photographiée depuis la Station spatiale internationale (ISS).

#### Période mandataire
En 1920, après la domination ottomane, Tyr est restituée à la République libanaise. Depuis lors, Tyr connaît une croissance urbaine de 1 %, mais une économie évoluant selon les crises politiques du Liban.

#### Période libanaise
Aujourd'hui, elle est une petite ville dont l'économie est axée sur la pêche et le commerce de poteries.
La ville est haut lieu de la résistance à l’occupation israélienne, dans les années 1980-1990.
Tyr est particulièrement touchée par les bombardements israéliens en 2024. L'électricité est coupée et les quartiers centraux de la ville sont visés par plusieurs frappes meurtrières, notamment sur des zones résidentielles où les habitants sont réputés sympathisants du Hezbollah. L’église de Derdghaya est également bombardée, ce qui aboutit à la mort de membres de la défense civile et du Croissant rouge. La plus grande partie des 40 000 habitants quitte la ville pour se réfugier dans le nord du pays.
Le 9 novembre, de nouvelles frappes font sept morts, parmi lesquels deux petites filles, et une cinquantaine de blessés. Des dizaines de maisons sont détruites ou endommagées. Le 18 novembre, onze personnes sont tuées et une cinquantaine blessées dans les frappes israéliennes. Deux élus du conseil municipal sont tués par une frappe israélienne sur l'Office des eaux de la ville le 18 novembre. Douze personnes sont tuées le 25 novembre.
À la fin novembre 2024, Tyr est « une ville en ruines » selon Radio France.

## Patrimoine mondial de l'UNESCO
En décembre 1983, Tyr fait l’objet d’une demande officielle du gouvernement libanais auprès de l’UNESCO pour être inscrite sur la liste du patrimoine mondial. Lors de sa huitième session en 1984, le Comité du patrimoine mondial culturel et naturel, sur la recommandation de l’Icomos, décide d'inscrire Tyr sur la liste du patrimoine mondial, essentiellement au titre des critères (iii) et (vi).
Le patrimoine culturel de Tyr est constitué des sites suivants.

### La ville antique
- murailles phéniciennes,
- allée principale bordée d’une colonnade et de trottoirs,
- arène,
- quartier résidentiel,
- château croisé,
- palestre,
- thermes,
- rues quadrillées,
- cathédrale croisée[37].

### La nécropole (El-Bass)
- nécropole,
- arc monumental,
- route romaine et chaussée byzantine,
- aqueduc,
- hippodrome.

## Fouilles archéologiques
La partie la plus visible de l'histoire ancienne et médiévale perdure dans les sites archéologiques.
Après les premières fouilles archéologiques d'Ernest Renan et de Johann Nepomuk Sepp (en) dans les années 1860 et 1870 respectivement, d'autres furent entreprises en 1903 par l'archéologue grec Théodore Macridy Bey, conservateur du musée impérial de Constantinople. Des découvertes importantes comme des fragments de sarcophages en marbre ont été envoyées dans la capitale ottomane.
En 1921, une étude archéologique de Tyr a été effectuée par une équipe française sous la direction de Denyse Le Lasseur en 1921, suivie d'une autre mission entre 1934 et 1936 qui comprenait des relevés aériens et des expéditions de plongée, dirigé par l'archéologue et missionnaire jésuite Antoine Poidebard, un pionnier de l'archéologie aérienne.
Des fouilles à grande échelle ont commencé en 1946 sous la direction de l'émir Maurice Chéhab (1904-1994), « le père de l'archéologie libanaise moderne » qui a dirigé pendant des décennies le Service des antiquités au Liban et a été le conservateur du Musée national de Beyrouth. Ses équipes ont découvert la plupart des vestiges dans l'hippodrome d'El Bass et dans les thermes romains.
Au cours des années 1960, Honor Frost née à Chypre, et pionnière de l'archéologie sous-marine, a mené des recherches « visant à identifier et à documenter le potentiel archéologique important des installations portuaires sur la côte de Tyr ». H. Frost, en se fondant sur les résultats de son enquête, a suggéré que la tour Al Mobarakee pourrait remonter à l'époque hellénistique.
Tous ces travaux se sont arrêtés peu après le début de 1975 de la guerre du Liban (1975-1990) et de nombreux documents ont été perdus.

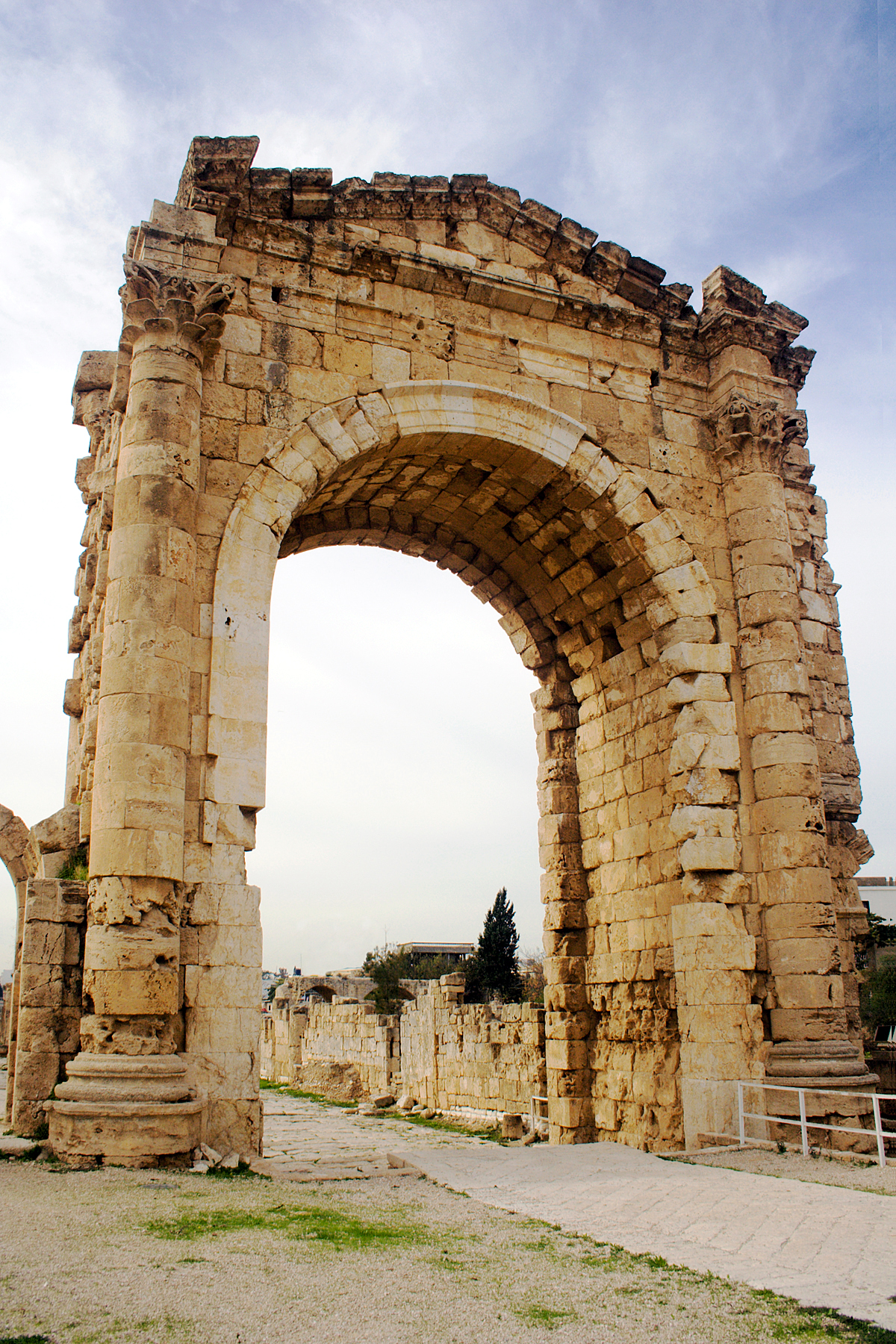
Arc de triomphe.
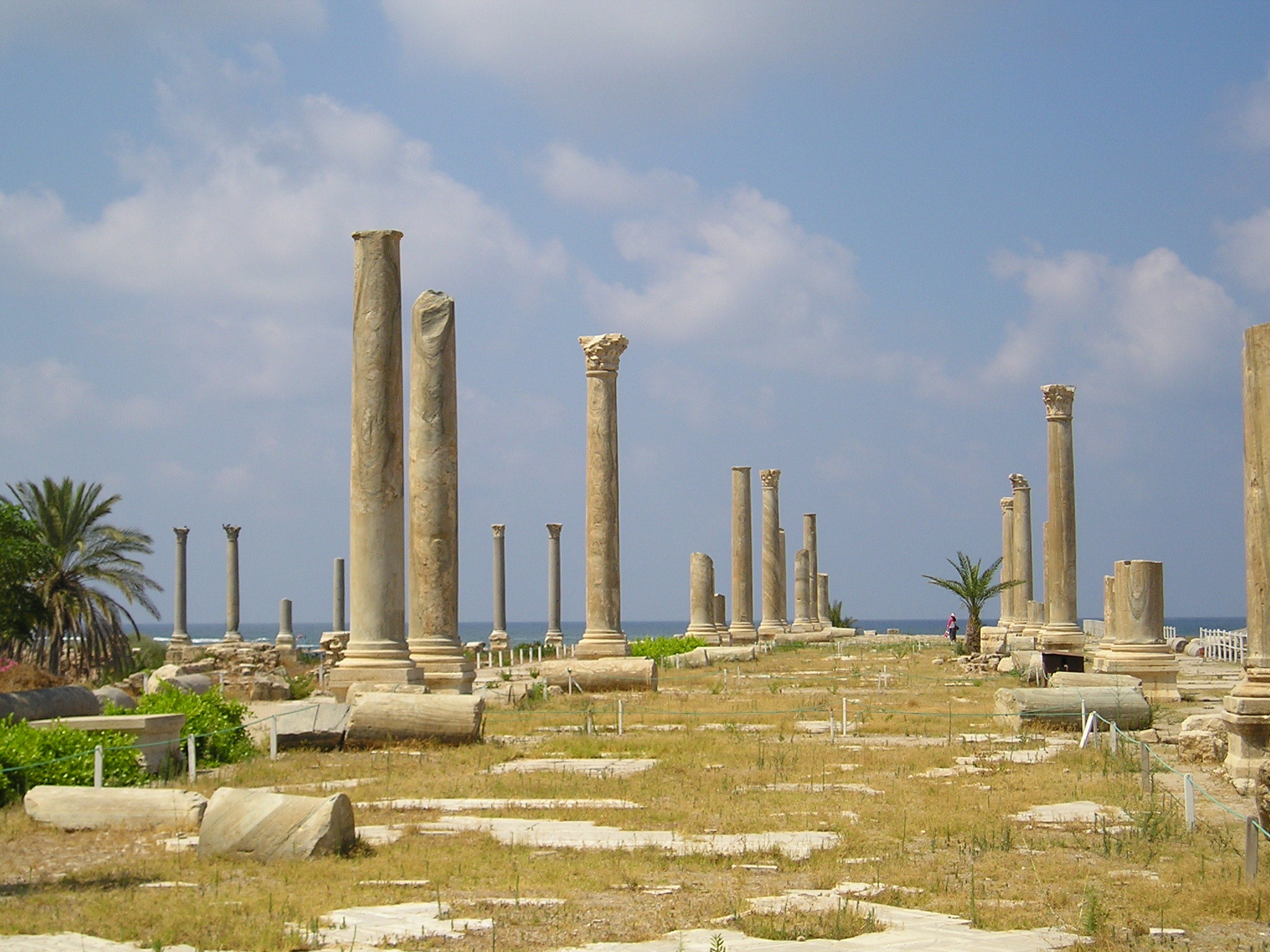
Rue des colonnes – site d'Al Mina.
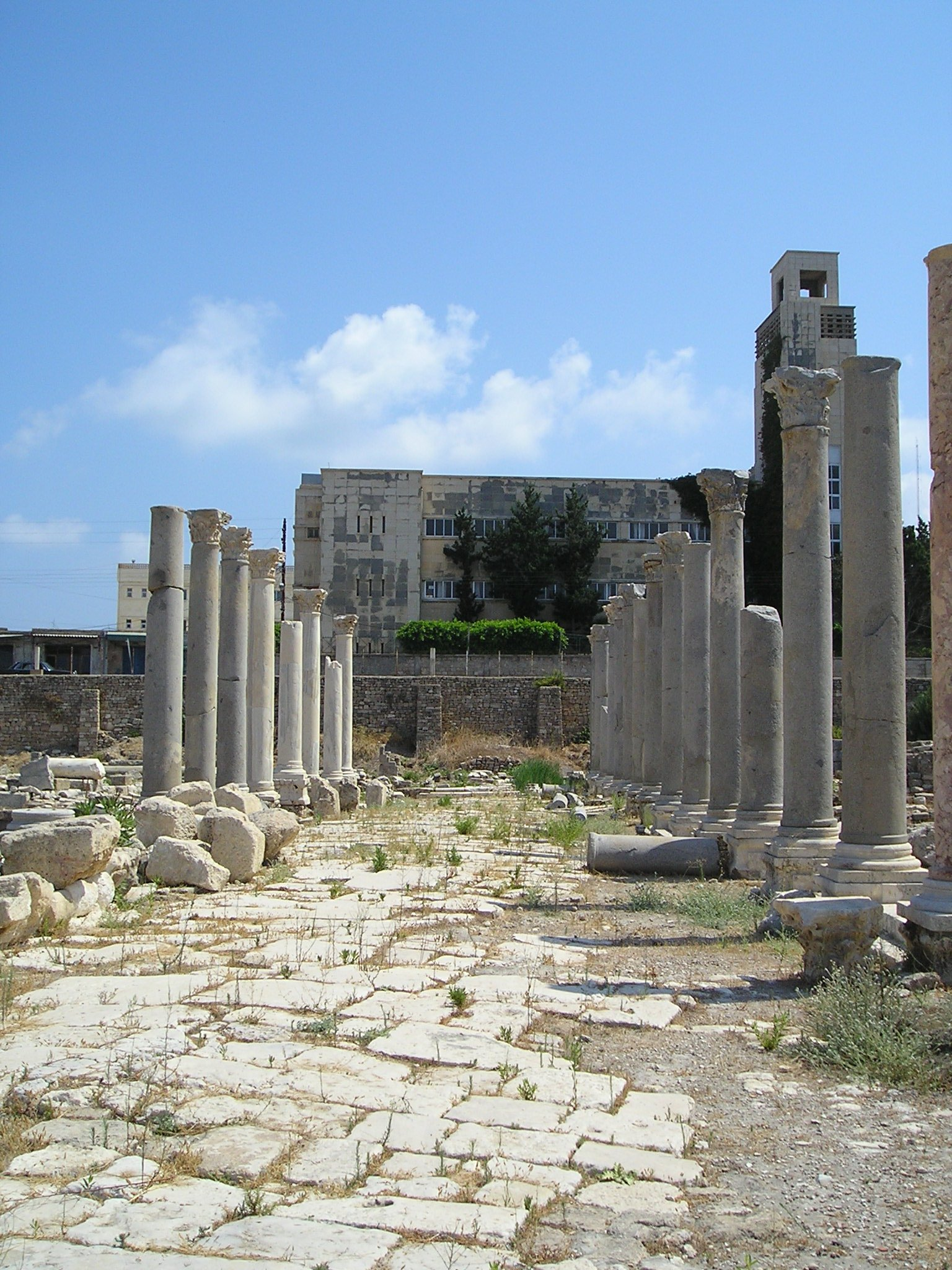
Vestiges romains – site d'Al Mina.

En 1984, l'Organisation des Nations unies pour l'éducation, la science et la culture (UNESCO) a déclaré Tyr un site du patrimoine mondial, dans une tentative de mettre fin aux dommages causés aux sites archéologiques par le conflit armé et par le développement urbain anarchique.
À la fin des années 1980, des fouilles clandestines ont eu lieu dans le cimetière d'Al-Bass qui « a inondé de ses vestiges le marché des antiquités ».
Les activités officielles de fouilles n'ont repris qu'en 1995 sous la supervision d'Ali Khalil Badawi. Peu de temps après, une bombe israélienne a détruit un immeuble dans la ville ; des vestiges d'une église primitive ont été mis au jour sous les décombres. La conception inhabituelle de l'église suggère qu'il s'agit du site de la cathédrale de Paulin qui avait été inaugurée en 315 de notre ère.
En 1997, le premier cimetière à crémation phénicien a été découvert sur le site d'Al Bass, près de la nécropole romaine. Au même moment, Honor Frost a encadré des archéologues libanais locaux pour mener d'autres enquêtes sous-marines, ce qui a confirmé en 2001 l'existence d'une structure artificielle dans la zone portuaire nord de Tyr.
Le conflit israélo-libanais de 2006 a mis en danger les anciennes structures de Tyr. Cela a incité le directeur général de l'UNESCO à lancer une "alerte au patrimoine" pour le site. À la suite de la cessation des hostilités en septembre 2006, une visite d'experts en conservation au Liban n'a révélé aucun dommage direct à l'ancienne ville de Tyr ; cependant, les bombardements avaient endommagé des fresques dans une grotte funéraire romaine de la nécropole de Tyr ; « le manque d'entretien, la décomposition des structures exposées en raison du manque de régulation de l'eau de pluie et la décomposition des pierres poreuses et molles » ont contribué à dégrader le site.
Depuis 2008, une équipe franco-libanaise sous la direction de Pierre-Louis Gatier de l'université de Lyon mène des travaux archéologiques et topographiques. Lorsque les missions archéologiques internationales en Syrie se sont arrêtées après 2012 en raison de la guerre dans ce pays, certaines d'entre elles se sont réorientées vers Tyr ; c'est le cas notamment d'une équipe dirigée par Leila Badre, et des archéologues belges. L'équipe de Leila Badre a mis au jour notamment un temple phénicien de la fin de l’époque perse et un sanctuaire hellénistique. Les menaces qui pèsent sur l'ancien patrimoine culturel de Tyr sont liées actuellement aux pressions du développement et au commerce illégal d'antiquités. Une autoroute, prévue pour 2011, devait être construite dans les zones qui sont jugées archéologiquement sensibles.
Une étude de 2018 sur les sites du patrimoine mondial méditerranéen a révélé que le site de Tyr présentait « le risque le plus élevé d'érosion côtière dans les conditions climatiques actuelles, en plus du risque « modéré » lié aux niveaux extrêmes de la mer ».
En février 2024, l’emplacement du port antique sud de la ville de Tyr est découvert par une équipe scientifique franco-libanaise rattachée au CNRS, à l’Université de Lyon 2, et de la Maison de l’Orient et de la Méditerranée.

## Relations internationales

### Jumelage
La ville de Tyr est jumelée avec les villes suivantes :
- Perpignan, France (15 novembre 1997) ;
- Alger, Algérie ;
- Dezful, Iran (14 octobre 2012) ;
- Tunis, Tunisie ;
- Malaga, Espagne ;
- Carthage, Tunisie.